# Élections régionales de 1994 en Brandebourg
Les élections régionales de 1994 en Brandebourg (en allemand : Landtagswahl in Brandenburg 1994) se tiennent le 11 septembre 1994, afin d'élire les 88 députés de la 2e législature du Landtag, pour un mandat de cinq ans.
Le scrutin est marqué par la victoire du SPD, qui remporte une solide majorité absolue, et la disparition des Grünen et du FDP. Le ministre-président Manfred Stolpe est donc investi pour un deuxième mandat.

## Contexte
Aux élections régionales du 14 octobre 1990, le SPD du pasteur Manfred Stolpe devient la première force politique du Brandebourg, reconstitué en vue de la réunification allemande. Il réunit 38,2 % des suffrages exprimés et 36 députés sur les 88 du nouveau Landtag. Parmi les cinq Länder reformés, c'est le seul qui voit la victoire du Parti social-démocrate.
La CDU de Peter-Michael Diestel, ancien ministre de l'Intérieur de l'unique gouvernement démocratique d'Allemagne de l'Est, prend la deuxième place de l'assemblée parlementaire avec 29,4 % des voix et 27 élus. Elle devance donc le PDS de Lothar Bisky — qui emmenait avec lui des candidats de la FDJ et du KPD — qui totalise 13,4 % des exprimés et 13 parlementaires.
Deux autres forces franchissent le seuil des 5 % nécessaire pour intégrer le Landtag. Le FDP obtient 6,6 %, ce qui lui donne six députés, tout comme l'Alliance 90 (Bü90), qui totalise 6,4 % des suffrages.
Stolpe est ensuite investi pour son premier mandat à la tête d'une « coalition en feu tricolore » entre le SPD, le FDP et la Bü90.
La Constitution du Land entre en vigueur le 20 août 1992, fixant à cinq ans et non plus quatre la durée de la législature.

## Mode de scrutin
Le Landtag est constitué de 88 députés (en allemand : Mitglied des Landtags, MdL), élus pour une législature de cinq ans au suffrage universel direct et suivant le scrutin proportionnel de Hare/Niemayer.
Chaque électeur dispose de deux voix : la première (en allemand : Wahlkreisstimme) lui permet de voter pour un candidat de sa circonscription selon les modalités du scrutin uninominal majoritaire à un tour, le Land comptant un total de 44 circonscriptions ; la seconde voix (en allemand : Landesstimme) lui permet de voter en faveur d'une liste de candidats présentée par un parti au niveau du Land.
Lors du dépouillement, l'intégralité des 88 sièges est répartie à la proportionnelle sur la base des secondes voix uniquement, à condition qu'un parti ait remporté 5 % des voix au niveau du Land — sauf le parti représentant la minorité sorabe — ou un mandat au scrutin uninominal. Si un parti a remporté des mandats au scrutin uninominal, ses sièges sont d'abord pourvus par ceux-ci.
Dans le cas où un parti obtient plus de mandats au scrutin uninominal que la proportionnelle ne lui en attribue, la taille du Landtag est augmentée jusqu'à rétablir la proportionnalité.

## Campagne

### Principaux partis
| Parti | Parti                                                                              | Chef de file                        | Résultat en 1990           |
| ----- | ---------------------------------------------------------------------------------- | ----------------------------------- | -------------------------- |
|       | Parti social-démocrate d'Allemagne Sozialdemokratische Partei Deutschlands         | Manfred Stolpe (Ministre-président) | 38,2 % des voix 36 députés |
|       | Union chrétienne-démocrate d'Allemagne Christlich Demokratische Union Deutschlands | Peter Wagner                        | 29,4 % des voix 27 députés |
|       | Parti du socialisme démocratique Partei des Demokratischen Sozialismus             | Lothar Bisky                        | 13,4 % des voix 13 députés |
|       | Parti libéral-démocrate Freie Demokratische Partei                                 | Detlev Paepke                       | 6,6 % des voix 6 députés   |
|       | Alliance 90 / Les Verts Bündnis 90/Die Grünen                                      | Petra Weißflog                      | 6,4 % des voix 6 députés   |

## Résultats

### Voix et sièges
|                                   | Parti social-démocrate d'Allemagne (SPD)     | Parti social-démocrate d'Allemagne (SPD)     | 535 908   | 50,19 | 44        | 14            | 580 422   | 54,14 | 8  | 52 | 16            |  |  |  |
|                                   | Union chrétienne-démocrate d'Allemagne (CDU) | Union chrétienne-démocrate d'Allemagne (CDU) | 222 040   | 20,79 | 0         | 14            | 200 700   | 18,72 | 18 | 18 | 9             |  |  |  |
|                                   | Parti du socialisme démocratique (PDS)       | Parti du socialisme démocratique (PDS)       | 210 289   | 19,69 | 0         | en stagnation | 200 628   | 18,71 | 18 | 18 | 5             |  |  |  |
|                                   | Alliance 90 / Les Verts (Grünen)             | Alliance 90 / Les Verts (Grünen)             | 34 679    | 3,25  | 0         | en stagnation | 31 033    | 2,89  | 0  | 0  | 6             |  |  |  |
|                                   | Parti libéral-démocrate (FDP)                | Parti libéral-démocrate (FDP)                | 29 283    | 2,74  | 0         | en stagnation | 23 541    | 2,20  | 0  | 0  | 6             |  |  |  |
|                                   | Les Républicains (REP)                       | Les Républicains (REP)                       | 2 368     | 0,22  | 0         | en stagnation | 12 140    | 1,13  | 0  | 0  | en stagnation |  |  |  |
|                                   | Autres                                       | Autres                                       | 33 191    | 3,11  | 0         | en stagnation | 23 555    | 2,20  | 0  | 0  | en stagnation |  |  |  |
|                                   |                                              |                                              |           |       |           |               |           |       |    |    |               |  |  |  |
| Votes valides                     | Votes valides                                | Votes valides                                | 1 067 758 | 98,03 |           |               | 1 072 019 | 98,43 |    |    |               |  |  |  |
| Votes blancs et nuls              | Votes blancs et nuls                         | Votes blancs et nuls                         | 21 403    | 1,97  | 17 142    | 1,57          |           |       |    |    |               |  |  |  |
| Total                             | Total                                        | Total                                        | 1 089 161 | 100   | 44        | -             | 1 089 161 | 100   | 44 | 88 | en stagnation |  |  |  |
| Abstentions                       | Abstentions                                  | Abstentions                                  | 844 519   | 43,67 |           |               | 844 519   | 43,67 |    |    |               |  |  |  |
| Nombre d'inscrits / participation | Nombre d'inscrits / participation            | Nombre d'inscrits / participation            | 1 933 680 | 56,33 | 1 933 680 | 56,33         |           |       |    |    |               |  |  |  |